# Pfalz D.XII
Pfalz D.XII – niemiecki samolot myśliwski z okresu I wojny światowej.

## Historia
Oblatany wiosną 1918 roku dwupłatowiec myśliwski Pfalz D.XII był następcą samolotu Pfalz D.III. Chociaż wyposażony był w ten sam silnik, co Fokker D.VII, ustępował mu z racji większej masy prędkością wznoszenia. Z tego też powodu niechętnie był przyjmowany w eskadrach myśliwskich, służąc głównie w bawarskich oddziałach lotniczych. Wyprodukowano ogółem 750-800 maszyn. Służyły one w następujących jednostkach: Jasta 5, Jasta 17, Jasta 23, Jasta 24, Jasta 32, Jasta 34, Jasta 35, Jasta 36, Jasta 43, Jasta 61, Jasta 64, Jasta  65, Jasta 66, Jasta 71, Jasta 76, Jasta 77, Jasta 78, Jasta 81, Marine Landflieger Abteilung Haga, Marine Schutzstaffel Kiel i Jagdstaffelschule Langfuhr.
Co najmniej jeden egzemplarz był po wojnie używany w polskim lotnictwie – w Szkole Pilotów w Ławicy.

## Opis konstrukcji
Był to jednomiejscowy dwupłat konstrukcji drewnianej. Kadłub skorupowy z dwóch warstw pasków sklejkowych, aluminiowa osłona silnika. Chłodnica czołowa z rurek mosiężnych. Skrzydła dwudźwigarowe, połączone słupkami i drutem stalowym, pokryte płótnem. Lotki skompensowane, na górnym płacie. Usterzenie z rurek stalowych, pokryte płótnem. Uzbrojenie: 2 zsynchronizowane karabiny maszynowe Spandau LMG 08/15 7,92 mm umieszczone na grzbiecie kadłuba z zapasem 400 naboi na k.m.